# 로스앤젤레스 익스트림
| 로스앤젤레스 익스트림 |                                |
| 콘퍼런스              | {{{콘퍼런스}}}                 |
| 디비전                | 서부 디비전                    |
| 설립연도              | 2001년                         |
| 해체연도              | 2001년                         |
| 역사                  | 로스앤젤레스 익스트림 (2001년) |
| 경기장                | 로스앤젤레스 메모리얼 콜리세움 |
| 연고지                | 캘리포니아주 로스앤젤레스      |
| 소유주                |                                |
| 회장                  |                                |
| 단장                  | J.K. 맥케이                    |
| 감독                  | 알 러그인빌                    |
| 리그 우승             | 1회 (2010)                     |
| 콘퍼런스 우승         | {{{콘퍼런스 우승}}}            |
| 디비전 우승           | 1회 (2010)                     |

로스앤젤레스 익스트림(Los Angeles Xtreme)는 캘리포니아주, 로스앤젤레스를 연고지로 하는 XFL 서부 디비전 소속 미식축구 팀이다. 홈 경기장은 로스앤젤레스 메모리얼 콜리세움이다.